# Linked by Fate
Linked by Fate è un cortometraggio muto del 1912. Il nome del regista non viene riportato nei credit del film prodotto da Georges Méliès.

## Produzione
Il film fu prodotto dalla Georges Méliès.

## Distribuzione
Distribuito dalla General Film Company, il film - un cortometraggio in una bobina  - uscì nelle sale cinematografiche statunitensi il 28 novembre 1912.